# Fitzsimmons Nunataks
Fitzsimmons Nunataks är nunataker i Antarktis. De ligger i Östantarktis. Nya Zeeland gör anspråk på området.